# Club Deportiu Agut
El Club Deportiu Agut fou un club català de futbol de la ciutat de Terrassa, al Vallès Occidental.

## Història
El club va ser fundat l'1 de desembre de 1946 amb el nom de CD Talleres Agut com a secció de futbol dins l'empresa del mateix nom. En els seus inicis participà en lligues de productors, assolint diversos èxits. El 1948-49 foren campions locals i el 1950-51 subcampions provincials. El setembre de 1951 ingressà a la Federació Catalana amb el nom de CD Agut i la següent temporada es proclamà campió del seu grup de Segona Regional i subcampió de Catalunya de la categoria. Posteriorment jugà a Primera Regional B i Primera Regional, fins que el 1956 ascendí a la Tercera Divisió. La primera temporada en aquesta categoria assolí una brillant setena posició, mentre que a la segona fou 18è i perdé la categoria.
L'any 1959 el club es donà de baixa de la Federació abandonant les competicions oficials, i retornà al seu antic nom de CD Talleres Agut i a les competicions de clubs d'empresa, restant federats només els equips de futbol base.
Fou un dels diversos clubs catalans, com fou el cas de la SD Espanya Industrial o el CD Fabra i Coats, que sorgits com a club d'empresa van assolir importants fites dins del futbol català.
L'any 1966 es constitueix el bàsquet femení i participen en els campionats de Barcelona.

## Temporades
- 1951-1952: Segona Regional 1r[2]
- 1952-1953: Primera Regional B 2n[6][7]
- 1953-1954: Campionat de Catalunya, Segona Categoria 1r[8] i 4t a la promoció d'ascens[9]
- 1954-1955: Campionat de Catalunya, Primera Categoria 9è[10][11]
- 1955-1956: Campionat de Catalunya, Primera Categoria 7è[12]
- 1956-1957: 3a Divisió 7è
- 1957-1958: 3a Divisió 18è
- 1958-1959: Campionat de Catalunya, Primera Categoria 14è[13][14]
- 1966-1967: campionat de bàsquet femení inici de temporada del bàsquet femení